# ملة السرير
ملة السرير أو قاعدته أو أساسه أو مفرشه هي جزء من السرير الذي يحمل المرتبة. يمكن تثبيت ملة السرير نفسها في مكانها وتأطيرها بهيكل السرير. لملة السرير عدة أنواع منها ما هو مصنوع من نوابض ومنها من قضبان متوازية.

## الملة في اللغة
ورد في المعجم الوسيط: «المُلَّة: مَا على السرير تَحت الحشية من خشب أَو مَعْدن (مج)»

## الصور

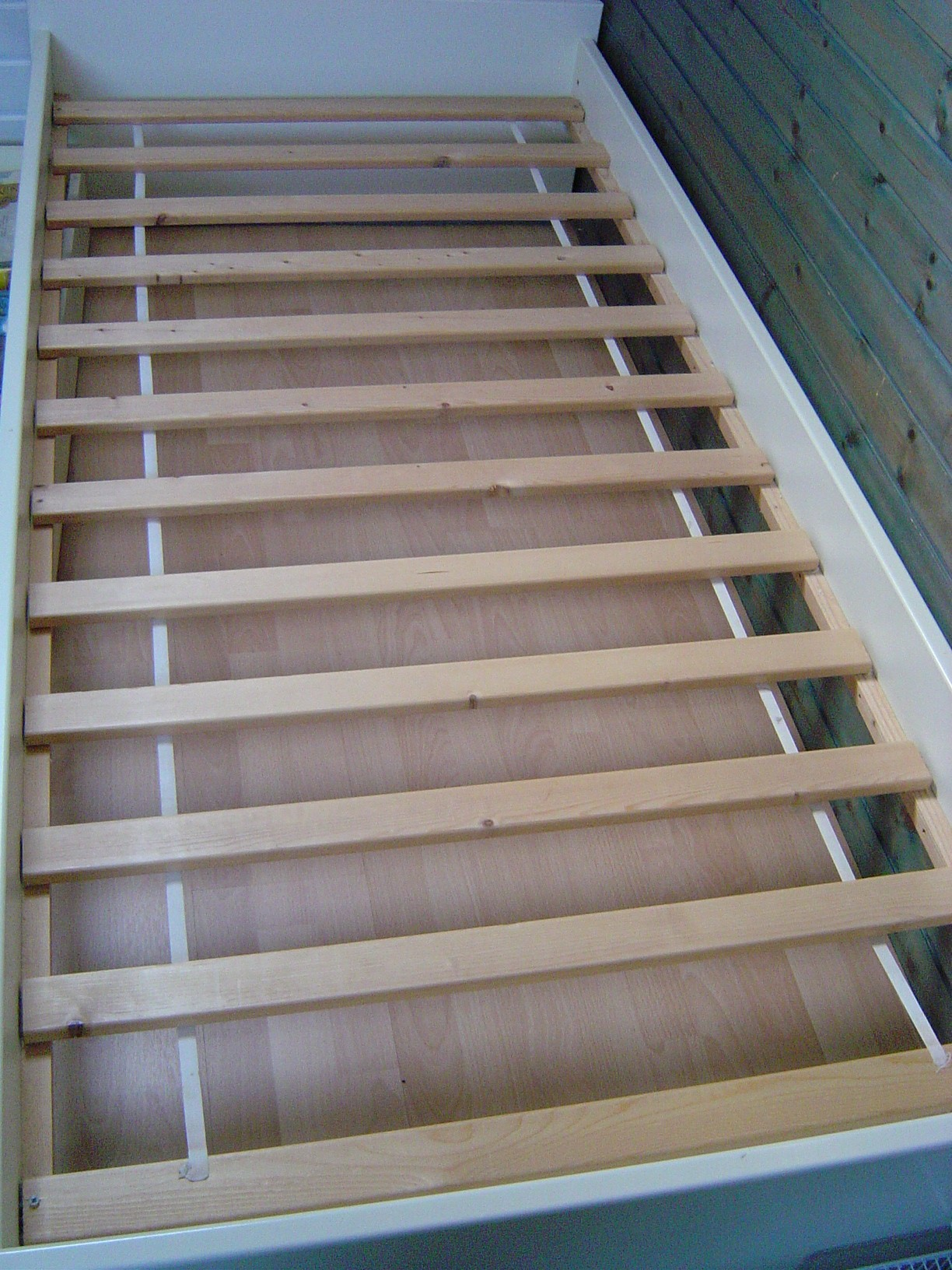
ملة من قضبان خشب
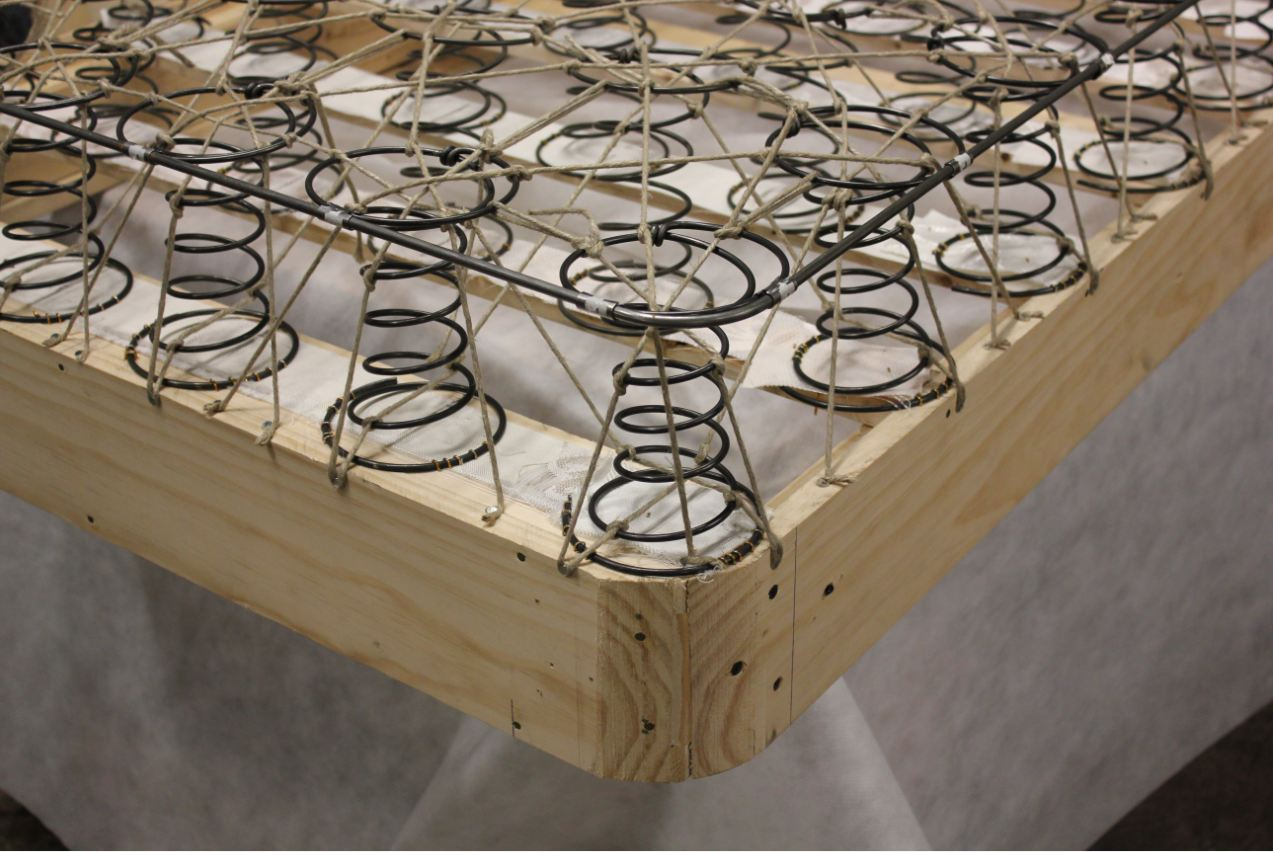
ملة من نوابض